# 5263 Arrius
5263 Arrius eller 1991 GY9 är en asteroid i huvudbältet som upptäcktes den 13 april 1991 av den brittiske astronomen Duncan Steel vid Siding Spring-observatoriet. Den är uppkallad efter upptäckarens son, Harrison Callum Bertram Steel.
Asteroiden har en diameter på ungefär 25 kilometer.